# دائرة أوقروت
دائرة أوقروت هي أحد دوائر ولاية تيميمون الجزائرية. تضم ثلاث بلديات هي:
- المطارفة
- دلدول
- أوقروت